# Rhabdodermatidae
Famille
Genres de rang inférieur
- voir paragraphe #Genres

Les Rhabdodermatidae sont une famille fossile de poissons de la classe des sarcoptérygiens. Les espèces des différents genres se retrouvent dans des terrains datant du Carbonifère, avec une répartition mondiale.

## Classification
La famille des Rhabdodermatidae est décrite en 1958 par le zoologiste russe Lev Berg (1876-1950),.

### Fossiles

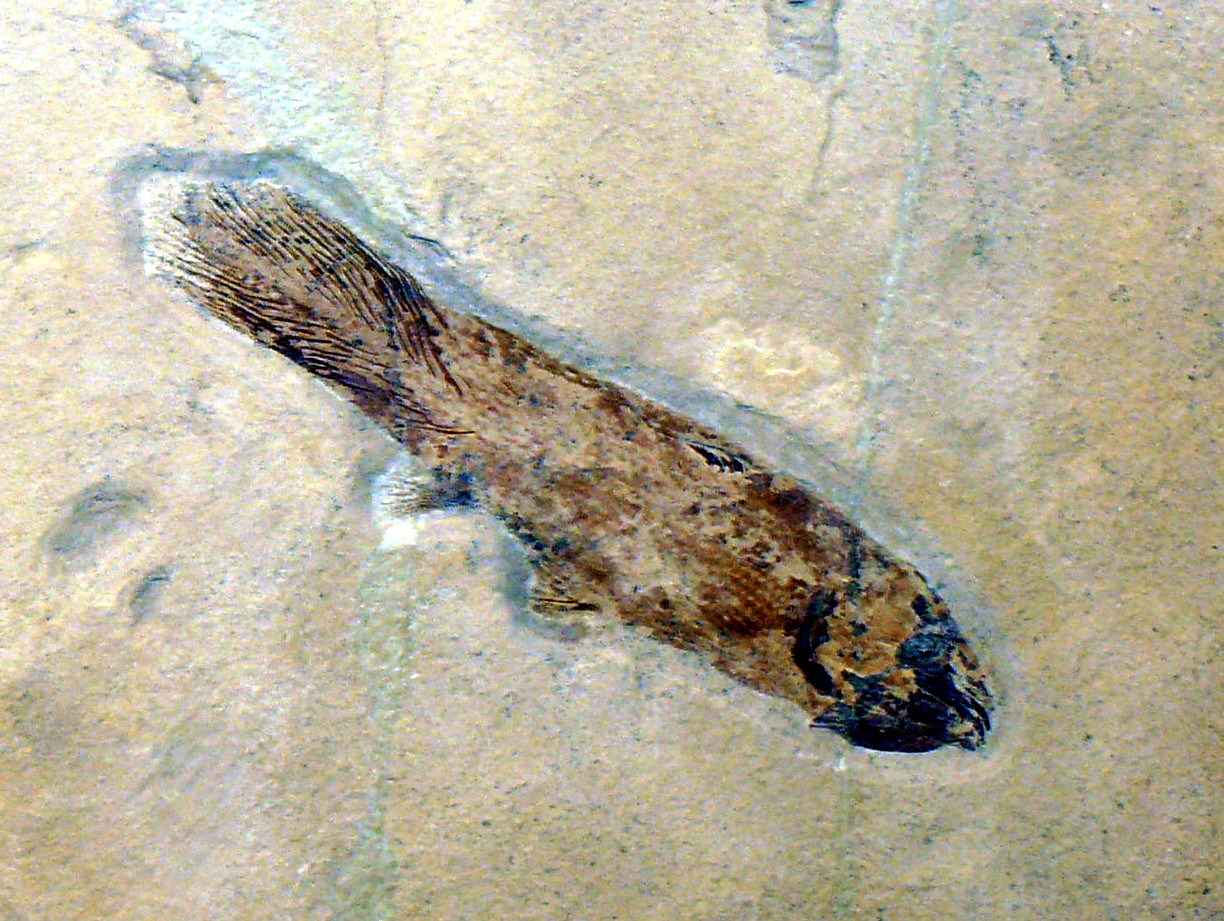
Caridosuctor populosum.

Selon Paleobiology Database en 2023, le nombre de collections référencées est de quatre :
Carbonifère : quatre collections du Montana aux États-Unis.

## Genres
Selon Paleobiology Database en 2023, le nombre de genres référencés est de deux :
- †Caridosuctor Lund and Lund, 1984[2]
- †Rhabdoderma Reis, 1888[2]

Les genres suivants sont non référencés dans Paleobiology Database en 2023 :
- †Dumfregia Lund and Lund, 1985[réf. nécessaire]
- †Synaptolus[réf. nécessaire]

### Publication originale
- [1958] (de) Lev Berg, « System der rezenten und fossilen Fischartigen und Fische », Deutscher Verlag Wissenschaft, Berlin,‎ 1958, p. 1-310.